# Notfall-Wracktonne

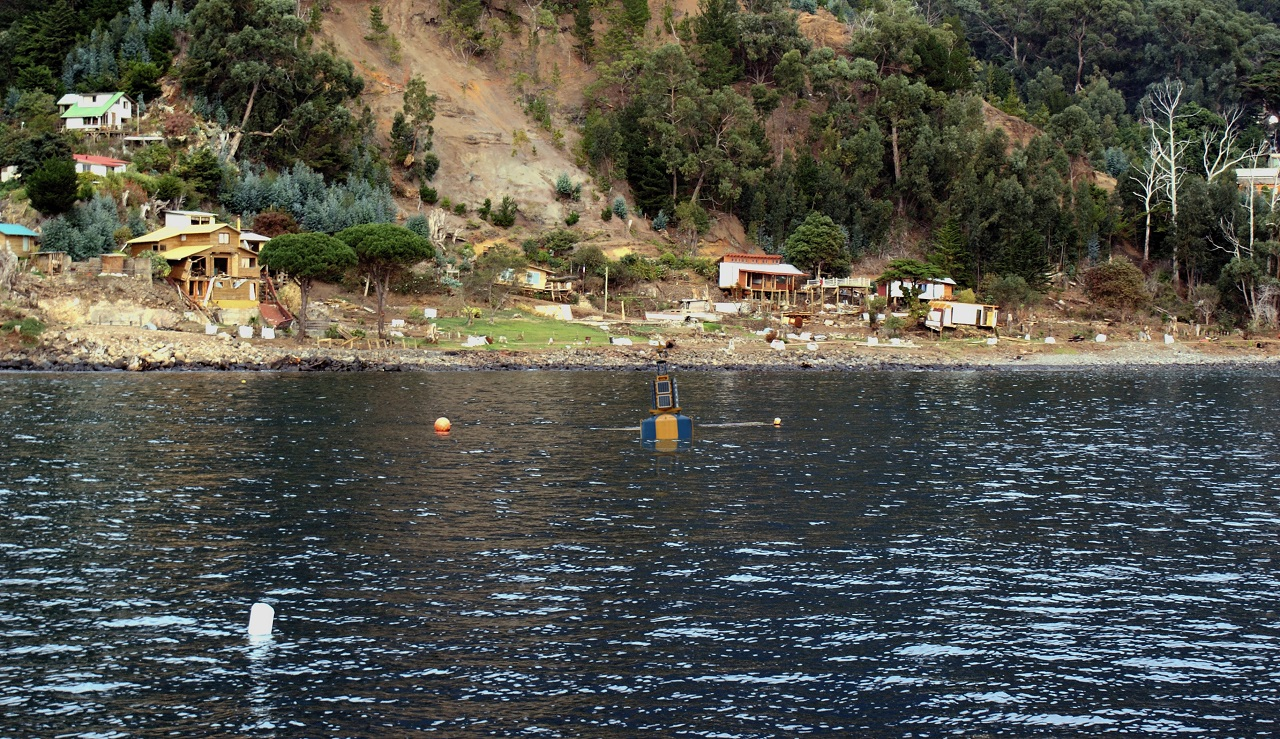
Eine ausgebrachte Notfall-Wracktonne

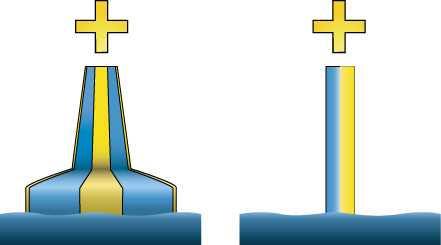
Notfall-Wracktonne

Die Notfall-Wracktonne (englisch: emergency wreck buoy) ist ein Seezeichen zur Kennzeichnung eines neuen, noch nicht in nautischen Veröffentlichungen vermerkten Wracks.
Die Notfall-Wracktonne wurde von der International Association of Lighthouse Authorities als Reaktion auf die Kollision von zwei Frachtschiffen mit dem unmarkierten Wrack der kurz zuvor, Ende 2002, im Ärmelkanal gesunkenen Tricolor eingeführt. Auf dem schnellen Eingreifschiff Alert des Trinity House wird ständig eine Notfall-Wracktonne mitgeführt.

## Äußeres

Kennung der Notfall-Wrackboje

Die Notfall-Wracktonne kann als Baken- oder Spierentonne ausgeführt sein, ist blau-gelb längsgestreift und kann ein stehendes Kreuz als Toppzeichen führen. Das Zeichen kann befeuert sein, die Kennung ist gelb-blaues Blitzfeuer, wobei der Blitz jeweils eine Sekunde gelb gefolgt von einer Sekunde blau leuchtet. Bei Ausstattung mit einer Radarantwortbake wird die Kennung „D“ genutzt.